# Vrede
Vrede is een heilzame toestand van rust en harmonie en de afwezigheid van stoornis, twist of strijd. Het woord vrede is een oud Germaans woord dat samenhangt met vrij en oorspronkelijk rechtstoestand van zekerheid betekende.
Het begrip vrede wordt vaak in één adem genoemd met een tegendeel, oorlog. Het Nederlandse woord vrede betekende rond 1200 een wettelijke bescherming tegen wapengeweld, waaruit die tegenstelling nog eens blijkt.
Met een vredesverdrag wordt de overgang van oorlog (wapenstilstand) naar vrede gemarkeerd, met een oorlogsverklaring het omgekeerde. Vredesverdragen die in een bepaalde plaats getekend worden, krijgen soms als naam Vrede van ..., bijvoorbeeld Versailles. De tak van de wetenschap die processen die tot vrede leiden en die dit in stand houden bestudeert, is de irenologie, antoniem van polemologie. De naam van dit vakgebied is afgeleid van het Oudgriekse woord voor vrede: εἰρήνη, eirenē.
Op academisch niveau werkt (in Nederland) de Stichting Vredeswetenschappen aan een kring van leerstoelen, waarbij elke afzonderlijke leerstoel problemen rond conflict en vrede vanuit zijn eigen invalshoek belicht en waarvan het de bedoeling is dat ze samen meer aanknopingspunten bieden om vredeskwesties op een wetenschappelijke wijze te benaderen.
Sinds 1901 wordt jaarlijks de Nobelprijs voor de Vrede toegekend.
In bepaalde talen, zoals het Arabisch en Hebreeuws, is het gebruikelijk elkaar te begroeten met het woord voor vrede, salaam respectievelijk sjalom, of een zin waarin vrede wordt toegewenst.
Van het Latijnse woord voor vrede, pax, zijn namen voor diverse begrippen afgeleid, zoals pacifisme, de filosofie die geweldloosheid en vrede nastreeft.

## Vredessymbolen

### Internationaal vredessymbool
Een cirkel met een verticale streep in het midden van waaruit twee schuine strepen naar beide zijden lopen is een internationaal symbool voor vrede (☮). Het werd eerst gebruikt in protestdemonstraties tegen atoomwapens en kernenergie (Ban-de-Bom teken).
Het symbool werd ontworpen in 1958 door Gerald Holtom, een Britse ontwerper en kunstenaar. Hij deed dit in opdracht van een campagne voor kernontwapening. Het symbool is gebaseerd op het semafooralfabet: de twee schuine strepen naar beide zijden zijn N voor nuclear en de verticale streep is D voor disarmament.
|  |  |

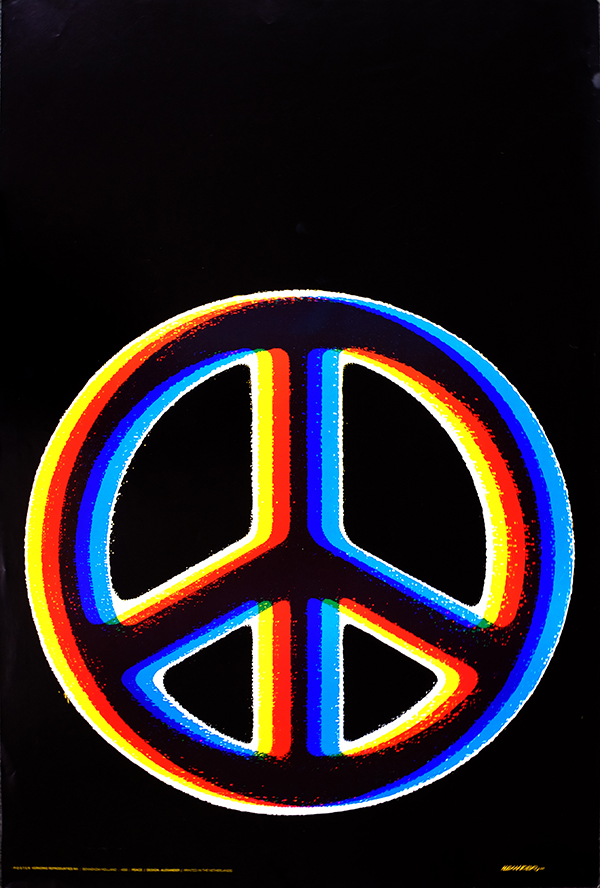
Poster Peace door Lex van Voorst '71 uitgegeven voor Verkerke Reprodukties

Ontwerper Lex van Voorst ontwierp een poster met dit vredessymbool voor Verkerke Reprodukties in ’71. Volgens Jac Leisz in Trouw ’76 was ‘Peace’ de meest bekende poster van Lex voor Verkerke.
Hippies gebruikten dit teken vaak als symbool voor hun streven naar een geweldloze samenleving. Een afgeleide van het teken was ook onderdeel van het logo van de voormalige Nederlandse politieke partij PSP. In de popmuziek speelde Alvin Lee van de band Ten Years After op een gitaar met daarop het ban-de-bomteken.
Sommige tegenstanders van de antikernwapenbeweging stelden dat het Ban-de-Bom-teken was afgeleid van het satanteken en runetekens van de SS.

### Duif met olijftak

Een christelijk symbool voor vrede is de duif, al dan niet met een olijftak in de snavel, de vredesduif. Het symbool is gebaseerd op het verhaal van Noach in de Tenach en daarmee het Oude Testament in de Bijbel, waar de duif juist een olijfblad terug naar de Ark bracht.
Sinds 1967 viert de RK-Kerk op 1 januari de Wereld Vrede Dag, waarin wordt opgeroepen tot vrede voor de gehele wereld.

### Regenboog
In het jodendom is de regenboog uit hetzelfde verhaal eerder een symbool van vrede.

### V-teken
Zie ook: V-teken
Een gelijktijdig opgestoken wijsvinger en middelvinger, die zo een V vormen, is een teken dat ook weleens vrede uitdrukt. Het laatste wordt door het gehele Midden-Oosten, Noord-Amerika en het Verenigd Koninkrijk eerder als teken van overwinning gebruikt. In die versie staat de letter V voor victory.

### Regenboogvlag

Wereldvredesvlag van James William van Kirk

De Amerikaanse dominee James William van Kirk (1858-1946) ontwierp aan het begin van de twintigste eeuw een regenboogvlag die de internationale wereldvrede moest symboliseren: een zelf gemaakte zijden blauwe vlag toonde regenboogkleurige strepen (rood, oranje, geel, groen, turkoois, blauw, violet), sterren en de planeet aarde.
Hij bood deze wereldvredesvlag in de Verenigde Staten en West-Europa aan vele vorsten, presidenten en politici aan. De vlag is in een aantal musea bewaard gebleven.
De regenboogvlag als vlag van de vrede werd voor het eerst gebruikt tijdens een vredesmars in Italië in 1961. De vlag werd populair door de campagne Pace da tutti i balconi (Vrede vanaf elk balkon) in 2002 tegen de oorlog in Irak. De vlag bestaat uit zeven gekleurde vlakken, van boven naar beneden violet, indigoblauw, azuurblauw, groen, geel, oranje en rood, met in het midden in witte letters het Italiaanse woord PACE (vrede). De vredesvlag wordt nu internationaal gezien als symbool van de vredesbeweging.

## Organisaties
- Humanistisch Vredesberaad
- Pax Christi
- Kerk en Vrede